# De Havilland
A de Havilland Aircraft Company foi uma empresa aerospacial do Reino Unido fundada em 1920, quando a Airco, empresa da qual Geoffrey de Havilland foi dono e designer chefe, foi vendida para a BSA. Geoffrey então fundou uma nova companhia com o seu o nome, cuja primeira sede foi em Edgware, sendo transferida posteriormente para Hertfordshire, Inglaterra. Em 1960 passou a fazer parte do grupo Hawker-Siddeley, hoje fazendo parte da BAE Systems.

## Modelos
- Biplanos
  - DH.60 Moth/Gipsy Moth
  - DH.61 Giant Moth
  - DH.66 Hercules

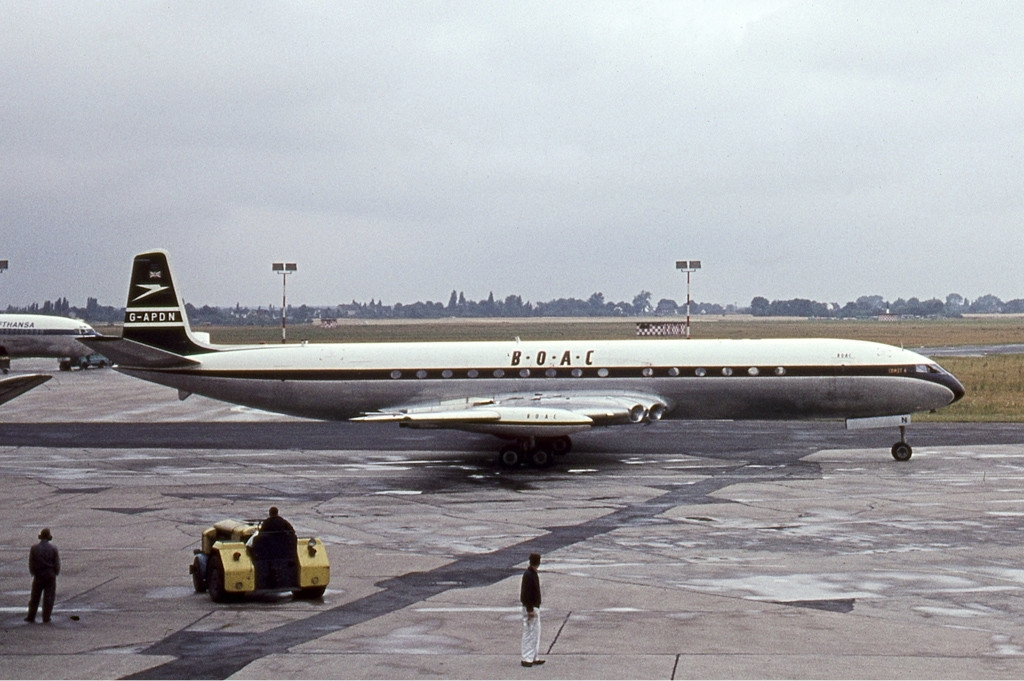
de Havilland Comet, primeiro avião a jato comercial.

  - DH.84 Dragon/DH.84B Dragon Express,
  - DH.82 Tiger Moth,
  - DH.83 Fox Moth
  - DH.89 Dragon Rapide
  - DH.90 Dragon Rapide
- Monoplanos civis e militares com motor a pistão
  - DH.80/DH.80A Puss Moth
  - DH.81 Swallow Moth
  - DH.85 Leopard Moth
  - DH.88 Comet
  - DH.91 Albatross
  - DH.92 Dolphin
  - HH.93 Don
  - DH.94 Moth Minor
  - DH.95 Flamingo
  - DH.98 Mosquito,
  - DH.103 Hornet,
  - DH.104 Dove,
  - DH.114 Heron
  - de Havilland DH.125 later the HS.125
- Jatos civis e militares
  - DH.106 Comet
- Military jets
  - DH.100 Vampire & Sea Vampire (1943)
  - DH.112 Venom & Sea Venom (1949)
  - DH.110 Sea Vixen

## de Havilland Canada

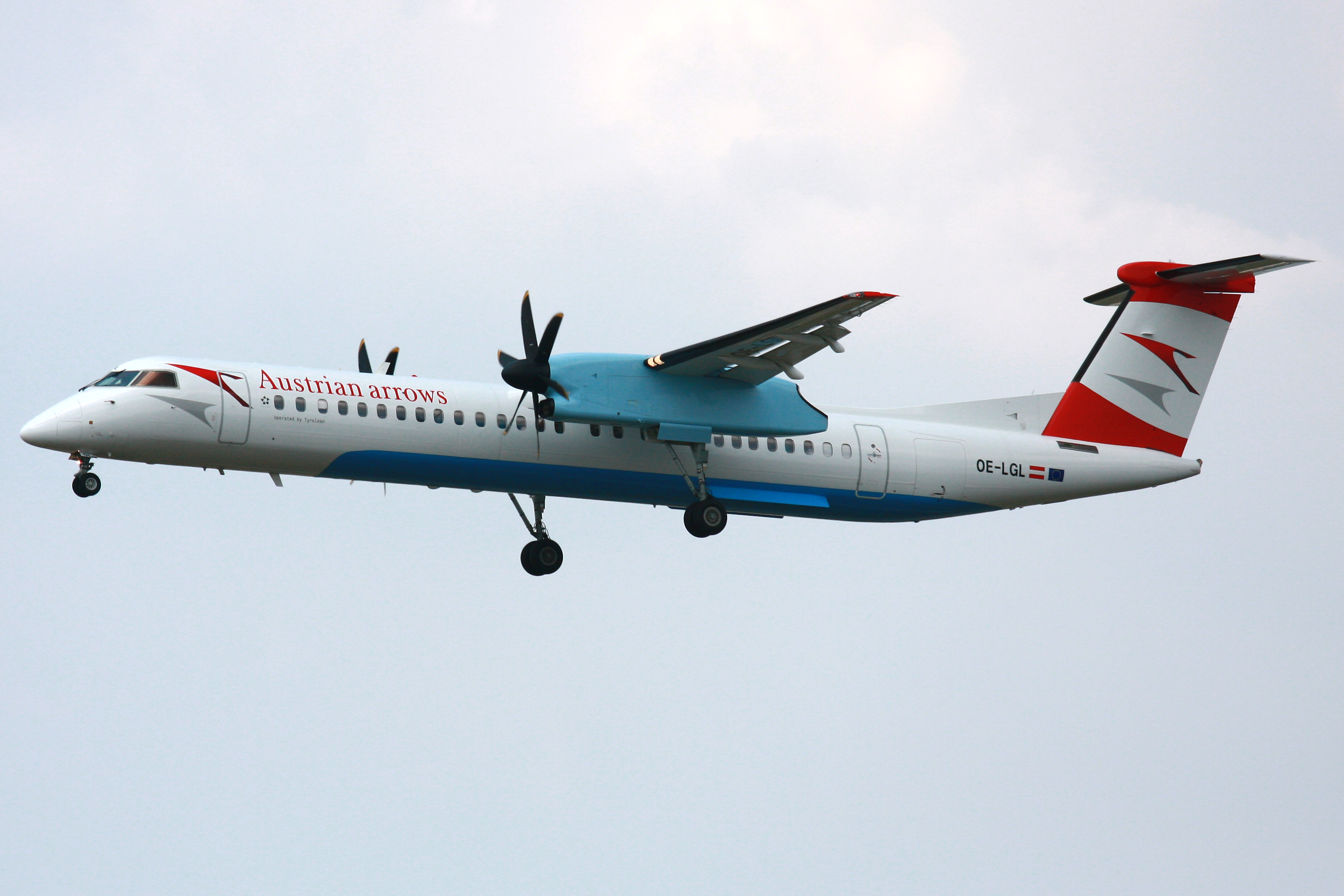
de Havilland Canada Dash 8.

A de Havilland Canada foi criada em 1928 com o objetivo de treinar pilotos canadenses e após a guerra passou a desenvolver aviões especialmente voltados para operar naquele país, a subsidiária foi vendida à Bombardier Aerospace.
Modelos de Havilland (Canada):
- DHC-1 Chipmunk conhecido como "Chippie"[carece de fontes?]
- DHC-2 Beaver
- DHC-3 Otter
- DHC-4 Caribou
- DHC-5 Buffalo
- DHC-6 Twin Otter
- DHC-7 Dash-7
- DHC-8 Dash-8

Os turbohélices “Dash series” foram rebatizados como Q Series Turboprops:
- Q100: 33-37 lugares.
- Q200: 33-37 lugares.
- Q300: 50-56 lugares.
- Q400: 68-78 lugares.

## de Havilland Australia
A subsidiária australiana foi criada em 1927.